# Opavafloden
Opavafloden är en flod i Tjeckien och på gränsen till Polen. Den rinner genom regionen Mähren-Schlesien, i den östra delen av landet, 270 km öster om huvudstaden Prag.